# ليندون بيتمان
ليندون بيتمان (بالإنجليزية: Lyndon Bateman)‏ هو لاعب اتحاد الرغبي بريطاني، ولد في 2 فبراير 1979 في ويلز في المملكة المتحدة.